# Bryaninops nexus
Bryaninops nexus Larson, 1987è un pesce marino appartenente alla famiglia Gobiidae.

## Distribuzione e habitat
Vive nelle acque del Giappone, dell'Indonesia, di Palau e dell'Australia.

## Descrizione
È un pesce di piccole dimensioni e misura al massimo 2,3 cm.